# Charles Philippe Lafont
Pour les articles homonymes, voir Lafont.
Charles Philippe Lafont (Paris, 1er décembre 1781 – mort accidentellement à Hiis près de Tarbes, 23 août 1839) est un violoniste et compositeur français. C'est un des plus éminents violonistes de l'école française.

## Biographie

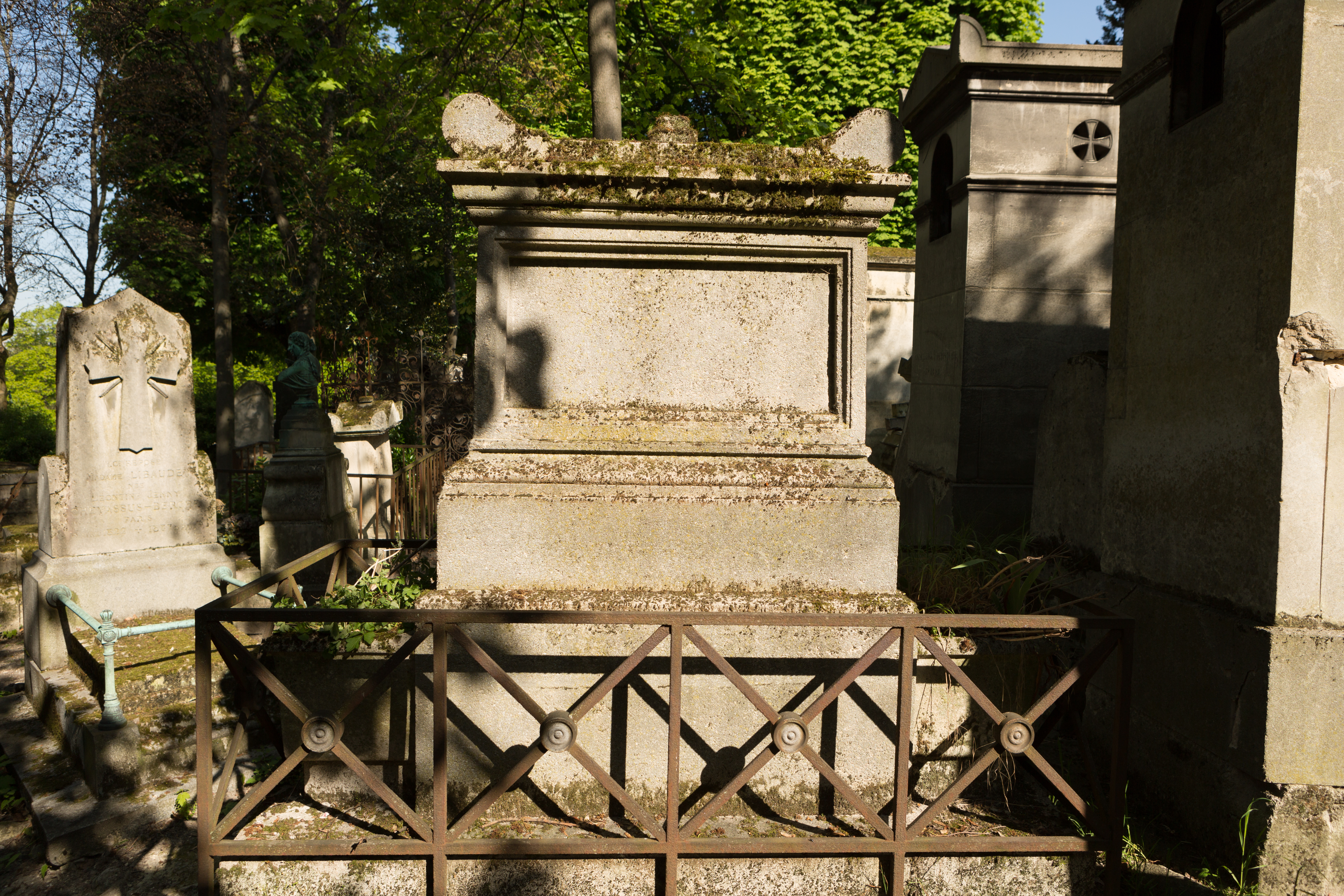
Tombe au cimetière du Père-Lachaise.

Fils de Jean Lafont avocat et de Jeanne Charrier, Il a reçu ses premières leçons de sa marâtre, Jacqueline Bertheaume, sœur d'Isidore Bertheaume. Il a ensuite étudié avec Rodolphe Kreutzer et Pierre Rode. Ses professeurs lui ont appris la technique classique de l'école Viotti, qu'il a rendu encore plus brillante.
Dès 1792, il a visité l'Allemagne et d'autres parties de l'Europe pour donner des concerts très réussis. Lors du déclenchement de la Révolution française, il a quitté la France, voyageant à travers l'Europe. En 1808, il est devenu violoniste de la chambre du tsar Alexandre Ier de Russie. En 1815, il rentre en France pour devenir premier violon de la chambre du Roi de Louis XVIII et accompagnateur musical de la duchesse de Berry. En 1816, il a participé à un concours à la Scala avec Niccolò Paganini, à l'issue duquel aucun n'a été déclaré vainqueur.
Peu de ses compositions ont survécu. Vers 1837, Franz Liszt a écrit un Grand Duo concertant sur la Romance de M. Lafont "Le Marin", pour violon et piano, S. 128 (révisé en 1849).  Charles Philippe Lafont était aussi un chanteur, mais il est surtout connu comme violoniste virtuose.
Il est mort dans un accident de diligence en août 1839 au cours d'une tournée avec le pianiste Henri Herz. Le véhicule, qui le transportait de Bagnères-de-Bigorre à Tarbes, s'est renversé dans le fossé près de la colline de Hiis et il a été tué sur le coup,. Il est enterré au cimetière du Père-Lachaise (12e division).
Charles Philippe Lafont jouait sur le violon Lady Tennant-Lafont (1699) de Stradivarius.